# 北九州トンネル
北九州トンネル（きたきゅうしゅうトンネル）は、山陽新幹線の小倉駅 - 博多駅間にある、総延長11,746.76メートルの複線鉄道トンネルである。福岡県北九州市小倉北区・戸畑区・八幡東区・八幡西区にまたがって所在する。

## 建設の背景
東海道本線の需要の伸びに伴い建設された東海道新幹線は1964年（昭和39年）10月1日に開業し、さらに飛躍的な輸送量の伸びを示した。これにより東海道の輸送力不足は打開されたが、大阪市以西の区間についても輸送量が伸びて、山陽本線についても輸送力の限界に近付きつつあった。この問題について検討した結果、東海道新幹線との接続の関係から、新幹線をそのまま西に伸ばすことが最良であると判断され、山陽新幹線の建設が決定された。特に輸送力が逼迫していた新大阪 - 岡山間をまず1967年（昭和42年）3月16日に起工し、続いて岡山 - 博多間についても1970年（昭和45年）2月10日に起工することになった。

### 経路の選択
北九州地区は、北九州工業地帯を形成しており、地域の人口が多く九州各方面への交通の拠点ともなっていたことから、新幹線建設にあたり駅設置が必要であるとされた。新関門トンネルの経路との関係から九州の入口である門司区への駅設置は困難であるとされ、小倉駅周辺での駅設置が検討された。既設の小倉駅へ乗り入れる案、三萩野付近で日豊本線との交点に駅を新設する案、日豊本線の城野駅に乗り入れる案の3案を比較し、市街地を通過し用地の取得や工事で難航が予想されたものの、乗降客数がもっとも多くなり投資効果の面で有利であるとされたことから、小倉駅に乗り入れる案が選択されることになった。
小倉から博多に至る経路は、筑豊炭田地帯における鉱区権や鉱害地域などが路線選定の大きな要因となった。遠賀川流域の炭鉱跡を回避して筑前植木駅北側で筑豊本線と交差することや、北九州市の河内貯水池、畑貯水池を回避する必要などからトンネル経路が選定された。なるべく市街地を回避して山地をトンネルで貫く方針であったが、小倉駅乗り入れが決定されたため、建設基準と斜坑や横坑の位置に制約されて、全長の約4分の1の区間で密集市街地の下にトンネルを設ける結果となった。

## 建設計画

### 建設担当
山陽新幹線工事の内、小瀬川（広島・山口県境）から博多駅までの区間を国鉄下関工事局が担当して施工することになった。その下に、北九州トンネル付近を管轄する工事区として戸畑工事区と八幡工事区が設置されて担当した。このうち戸畑工事区は北九州トンネルの3工区のみを担当しており、八幡工事区は北九州トンネルの博多方1工区に加えてそれより博多側の明かり区間も担当した。

### 建設基準
東海道新幹線では、計画最高速度を200 km/h、許容最高速度を210 km/hとして建設した。これに対して山陽新幹線ではさらなる高速化を想定し、当面考えられる速度としては250 km/hであるとされたが、実現にはさらなる研究が必要であった。このため当面は200 km/h運転を前提とするが、将来的な高速化が行われる際に手戻りとならないように配慮して設計することになり、計画最高速度は250 km/h、許容最高速度は260 km/hとすることになった。実際にはこの後、1986年（昭和61年）11月のダイヤ改正で220 km/h運転が開始され、1989年（平成元年）3月ダイヤ改正で230 km/h運転、1993年（平成5年）3月のダイヤ改正で270 km/h運転、そして1997年（平成9年）3月ダイヤ改正で300 km/h運転を開始している。
こうした速度条件の改訂により、最小曲線半径は東海道新幹線で2,500メートルであったのが、標準で4,000メートル以上、やむを得ない場合は3,500メートルとし、また勾配も東海道新幹線で標準で15パーミル、2.5キロメートル以内に限り18パーミル、1キロメートル以内に限り20パーミルとしていたが、標準勾配を12パーミル以下、最急勾配を15パーミルと、いずれも条件を改良することになった。さらに縦曲線半径も拡大し、軌道中心間隔は4.2メートルから4.3メートルへと拡大した。
トンネルの断面については、東海道新幹線や山陽新幹線岡山以東でバラスト軌道を採用していたところ、岡山以西ではスラブ軌道になったことにより、レール面高さと施工基面高さの間隔が700ミリメートルから400ミリメートルに縮小された。また中央通路の幅や深さが縮小され、トンネル内下水を中央側溝に流すのが標準であったのが、湧水量が多くない限り両側側溝に流す設計にされた。そしてトンネル内での車両故障時に台車の検査を容易にできるように、曲線半径が7,000メートル未満の曲線区間では側壁の半径を大きなものにして、トンネル下断面の幅を拡大した。こうした変更の結果、覆工の巻厚が50センチメートルの直線区間で比較すると、全断面の面積が東海道で76.8平方メートルであったところ、新大阪-岡山間で77.8平方メートル、岡山-博多間で75.4平方メートルとなった。

### 線形

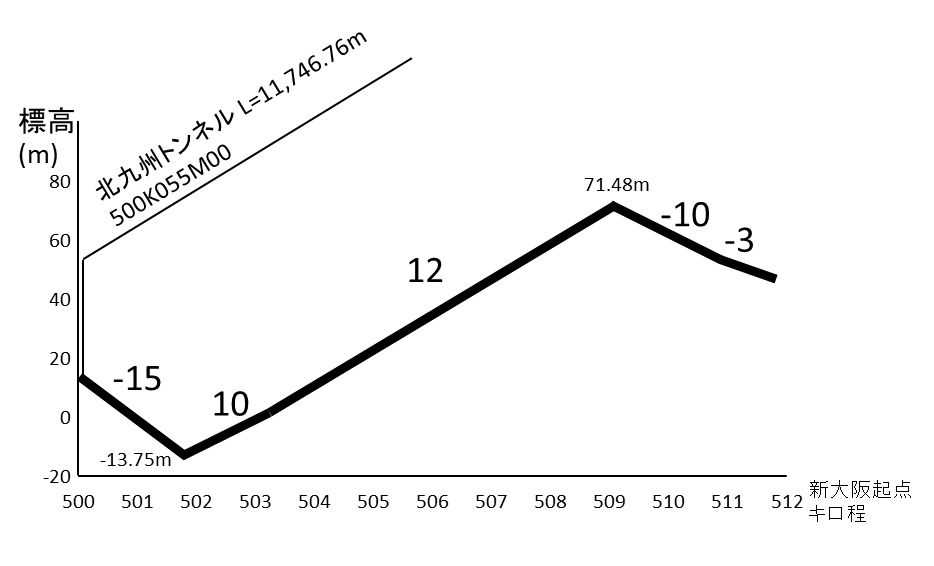
山陽新幹線北九州トンネル縦断面図

北九州トンネルの平面線形は、下り列車に対して左に半径2,000メートルの曲線中でトンネルに入り、あとはおおむね直線であるが、右に半径5,000メートルの曲線と左に半径4,000メートルの曲線を一部に含む。最小曲線半径は標準で4,000メートルとされていたが、小倉駅経由のためにやむなくトンネル入口近辺に半径1,500メートルや2,000メートルの曲線が設定されている。一方縦断線形としては、入口から15パーミルで下って標高マイナス13.75メートルのトンネル内最低点に達し、一転して10パーミル、続いて12パーミルで登り標高71.48メートルのトンネル内最高点に達する。ここから10パーミルで下り、最後は3パーミルの下り勾配となって出口に達する。

### 工区割
北九州トンネルは起点側から井堀、鞘ケ谷、大谷、上津役（こうじゃく）の4つの工区に分割して工事が行われた。
| 工区名   | 井堀                                                                                         | 鞘ケ谷                              | 大谷                                  | 上津役                              |
| -------- | -------------------------------------------------------------------------------------------- | ----------------------------------- | ------------------------------------- | ----------------------------------- |
| 着工     | 1971年（昭和46年）4月 起工式9月18日                                                          | 1971年（昭和46年）4月 起工式4月26日 | 1970年（昭和45年）10月 起工式12月23日 | 1971年（昭和46年）1月 起工式5月20日 |
| 貫通     | 1973年（昭和46年）8月9日                                                                     | 1973年（昭和48年）5月28日           | 1973年（昭和48年）3月14日             | -                                   |
| 竣功     | 1975年（昭和50年）5月20日                                                                    | 1974年（昭和49年）12月31日          | 1974年（昭和49年）2月8日              | 1974年（昭和49年）3月31日           |
| 延長     | 3,190.76 m                                                                                   | 2,780 m                             | 3,210 m                               | 2,566 m                             |
| 作業坑   | 井堀斜坑284.9 m 501 km 945 m地点 井堀立坑38 m 501 km 866 m地点 調査立坑24 m 501 km 075 m地点 | 鞘ケ谷斜坑197 m 503 km 630 m地点    | 大谷横坑500 m 506 km 300 m地点        | なし                                |
| 施工業者 | 前田建設工業                                                                                 | 佐藤工業                            | 奥村組                                | 飛島建設                            |
| 工費     | 63億3801万9000円                                                                             | 23億7102万6000円                    | 23億5184万1000円                      | 21億9546万5000円                    |

貫通日の欄は、その工区と終点側に隣接する工区の間で貫通した日を示す。竣工日の欄は、北九州トンネル各工区に関わる各工事の竣工日のうちもっとも遅い日付を示す。工費の欄は、北九州トンネル各工区に関わる各工事の契約金額合計（請負金額と支給材料費の合計）を示す。

### 地質
トンネル坑口から2キロメートル程度の間は、古第三紀の砂岩・頁岩・石炭層などの堆積層から構成されている。この部分は被りが薄く、トンネル上で建築物が密集しているので沈下に警戒する必要があった。日明台地西部および皿倉山山地では、関門層群の砂岩・凝灰質砂岩・頁岩などから構成され、一部に礫岩をはさみ、玢岩が貫入している。皿倉山から上津役までは花崗岩類が分布し、風化が進んで深部まで真砂土化している。この付近も被りが薄いため問題となった。
顕著な断層として高見、大谷、境川付近を通るものがあり、特に大谷を通る断層破砕帯は北九州道路建設時に大湧水をもたらしており、実際に新幹線のトンネル建設時にもかなりの湧水があった。

### 工期
国鉄は1969年（昭和44年）6月18日に、運輸大臣に対して岡山-博多間の山陽新幹線延長の認可申請をおこない、9月12日に認可された。この認可申請において、岡山-博多間の工期は約6年とされており、具体的には博多開業を昭和49年度としていた。より具体的な工事計画を同年11月18日に運輸大臣に認可申請し、12月4日に認可された。この工事計画で北九州トンネルも、延長約9.6キロメートルのトンネルとして記載された。これを受けて実際に着工され、博多までの開業は当初工期にぎりぎりとなる1975年（昭和50年）3月10日となった。

## 建設

### 井堀工区
井堀工区のトンネルは全長3,190.76メートルで、前田建設工業に対して発注された。ただし、トンネル外の高架橋、盛土、切取の区間も工区に含まれており、この区間を合わせた工区の長さは3,270メートルである。1971年（昭和46年）4月に着工し、9月18日に起工式が挙行された。
井堀工区は市街地の地下を掘削する必要があり、地盤沈下を極力抑制でき、地上に影響を与える恐れのある爆薬を使用しない工法が求められた。また工事用の設備を置いた基地を地上に10,000平方メートル以上確保する必要があり、その配置を考慮しなければならなかった。また工期との兼ね合いも重要であった。こうした結果、起点側坑口は開削工法で掘削し、その先はビッグジョン式シールド工法を採用した。そして残りの区間について底設導坑先進上部半断面工法を採用した。結果的に地上設備を設置する基地は、福岡県の公園建設予定地を借用した。
本体の工事に先立ち、地質や地下水の状況、トンネル工事に伴う沈下などを調査する目的で、新大阪起点500キロメートル075メートル地点（以下、500K075Mのように略して表記）に調査坑を掘削した。調査坑は、本線から10メートル離れた位置に直径4メートルのものを深さ23メートルまで掘削した。ここから本坑へ向かって手掘りで掘削して、各種の調査を行った。さらにここから本坑にあたる位置を前後にパイロット坑を掘削して事前の地質調査に万全を期した。起点側は500K442Mまで、終点側は501K443Mまで、ほぼ1キロメートルにわたり断面積7平方メートルのパイロット坑をロードヘッダーを用いて約12か月をかけて掘削した。終点側は、このパイロット坑終点からさらに本坑掘削現場へ向けて水平ボーリングによる調査も行った。
501K945M地点に全長276メートルの井堀斜坑を掘削し、本坑への資材搬入とずりの搬出に主に用いた。一方、501K886M地点に14メートル四方の断面で深さ38メートルの井堀立坑を建設し、こちらはビッグジョン式シールドの搬入組み立てに用いて、その発進後は生コンクリートの投入に使用し、トンネル完成後は饋電区分所の設置に利用した。
ビッグジョン式シールドは、シールドマシンの一種で前面がオープンになっており、ここに油圧ショベルが据え付けられていて切羽の掘削を行う。油圧操作によるバックホーショベルそのものをビッグジョンと呼んでいる。アメリカのメーカーであるメムコの社長ジョン・テイバーの名前にちなむ呼称である。
1972年（昭和47年）7月8日からビッグジョンの組み立てを開始し、86日かけて完成し、10月21日からビッグジョンでの掘削を井堀立坑から起点側へ向けて開始した。当初は予想外に地質が硬く進捗に難渋したが、501K720M程度から風化の進んだ地質になり、掘削が容易になって進捗が上がった。しかし501K600M付近で崩落事故が起きた。切羽の上部の岩が崩落してシールド先端から切羽が離れてしまい、シールドを前進させて接近しようとしたものの、それがさらなる崩落を誘発して、翌朝になり被り24メートル上の地表面で陥没を引き起こした。陥没部にコンクリートを充填し、地盤注入を行って突破した。さらに501K400M付近でも風化した地盤が崩落しそうになり、上部にガソリンスタンドのタンクがあったことから、頂設坑を先に掘削してからその後シールドを通過させる工法で、約2か月をかけてこの部分を突破した。
こうした遅延の結果、ビッグジョン式シールド工法の予定工期達成は困難となり、施工区間を約400メートル短縮して起点側から迎え掘りを行うことにした。500K192Mよりサイロット工法（側壁導坑先進上半工法）で終点側へ向けて掘削を行った。
1974年（昭和49年）4月11日に500K540M地点でビッグジョン解体用立坑にビッグジョンが到達した。さらにビッグジョンは解体立坑直下を通り過ぎて56メートル起点側まで掘進し、起点側から側壁導坑先進上半工法で掘削してきたトンネルと4月25日に貫通して、4月29日から解体が開始された。解体立坑からシールドまでの路盤コンクリートを施工して運搬路を形成し、解体したビッグジョンを台車に載せて解体立坑へ運搬して、クレーンで坑外へ搬出して6月30日に解体完了した。その後解体立坑については閉塞した。
大変土被りの浅い中を掘削せざるを得なかったため、地上部の防護に注意を払う必要があった。そのため一部の家屋は買収して空き家にした状態で施工し、残りの建物についてもシールド通過の時期には一時的に旅館などに移転してもらって施工するなどの対策を行った。また大きな建物については薬液注入などによる防護対策をおこなった。
また近隣の井戸についても渇水が予想されたため、事前に緊急給水用のタンクを準備しており、渇水が発生するとすぐにタンクによる給水と臨時配管による水道供給で対策を行う体制とした。工事期間中、渇水戸数440戸、家屋変状180戸の被害と地表陥没事故を引き起こしたものの、地元の住民が結成した新幹線対策協議会を通じて国鉄・建設会社への要求事項を受けるとともに、場合によっては協議会が地域住民の説得を行って国鉄との協定事項を責任をもって実行するなどの対応を行ったことから、工法を放棄することなく完成にこぎつけることができた。
1973年（昭和48年）8月9日に、底設導坑先進上部半断面工法の区間が鞘ケ谷工区側へ貫通した。1975年（昭和50年）5月20日に竣工した。これは新幹線の開通より後まで工事をしていたことを示す。井堀工区の総工費は63億3801万9000円であった。

### 鞘ケ谷工区
鞘ケ谷工区は全長2,780メートルで、佐藤工業に対して発注された。鞘ケ谷工区へは、全長197メートルの鞘ケ谷斜坑を用いて取り付いた。鞘ケ谷斜坑のキロ程は503K630Mである。1971年（昭和46年）4月に着工し、4月26日に起工式が挙行された。
鞘ケ谷斜坑の坑外設備は、新日本製鐵の運動場の一部を使用して設置され、民家などから比較的離れた位置を確保することができた。工区の大半は山の地下を掘ることができるが、八幡東区大蔵周辺ではトンネル直上部にびっしりと民家が建ち並び、西鉄北九州線と交差するあたりは土被り21メートル程度であった。この辺りは地質が堅岩となっており、発破を用いて掘進せざるを得なかったが、その振動が地上に響いて苦情が寄せられ、対策に苦慮することになった。
1973年（昭和48年）5月28日に大谷工区側に、8月9日に井堀工区側に貫通した。鞘ケ谷工区は1974年（昭和49年）12月31日に竣工した。鞘ケ谷工区の総工費は23億7102万6000円であった。

### 大谷工区
大谷工区は全長3,210メートルで、奥村組に対して発注された。大谷工区へは、全長500メートル、15パーミル下り勾配となる大谷横坑を用いて取り付いた。大谷横坑のキロ程は506K300Mである。1970年（昭和45年）10月に着工し、同年12月23日に起工式が挙行された。
大谷工区は横坑を用いて取り付いており、本トンネルとレールが直結されていて効率は良かったものの、坑口となる皿倉山の北側は市街地化が山麓まで進展していて坑外設備を設けるスペースがほとんどないという問題があった。このため、北九州道路のインターチェンジ下の貯水池を干してその中に設備を設けた。周辺の文化施設や民家への騒音防止のために、騒音を発する設備に覆いを設け、坑口にはシャッターを設置するなどの対策を行った。
大谷工区は皿倉山の深部に位置し、ほぼ堅硬な岩盤になっており、北九州トンネルでもっとも進捗が良かった。しかし1分あたり10トンにも達する多量の湧水に見舞われた。ほとんどの区間と同様、底設導坑先進上部半断面工法を用いて掘削した。
1973年（昭和48年）3月14日に上津役工区側に貫通、5月28日には鞘ケ谷工区側にも貫通した。大谷工区は1974年（昭和49年）2月8日に竣工した。大谷工区の総工費は23億5184万1000円であった。

### 上津役工区
上津役工区は全長2,566メートルで、飛島建設に対して発注された。1971年（昭和46年）1月に着工し、同年5月20日に起工式が挙行された。
上津役工区では坑口から掘削を行うことになったが、坑口付近に大規模な切り取りが必要であることや、用地の解決に時間を要する見込みであったことから、出口から90メートルから150メートルの間の土被りの薄い60メートル間を開削工法で掘削し、この部分から始終点へ向けて上部半断面先進タイヤ工法で掘削を開始した。別途、切り取りが終わり次第坑口付近に坑外設備を設けて本格的な掘削を開始した。出口付近は真砂土化が激しい地質で、湧水に伴って地山が流出するなど掘進が困難となり、ウェルポイント工法を利用して地下水位を低下させてから掘削を行った。出口より272メートルの地点までの突破に約12か月を要し、これ以降土被りが深くなるにつれて花崗岩が硬くなり、大谷工区と同様の地質となってきたため通常の掘削で進捗を挽回した。
1973年（昭和48年）3月14日に大谷工区側と貫通した。上津役工区は1974年（昭和49年）3月31日に竣工した。上津役工区の総工費は21億9546万5000円であった。

## 完成
1974年（昭和49年）5月25日に、北九州トンネルの貫通式が実施された。この年いっぱいで鞘ケ谷工区まで竣工となったが、最後の井堀工区の竣工は開業後の1975年（昭和50年）5月20日となった。1975年（昭和50年）3月10日、博多までの新幹線開通とともに、北九州トンネルも供用開始となった。

## コンクリートの安全性問題
1999年（平成11年）6月27日に、同じ山陽新幹線小倉 - 博多間にある福岡トンネル内において、トンネルの覆工を形成するコンクリートの塊が落下し、走行中の新幹線車両を直撃して破壊し、以降ダイヤを混乱させる福岡トンネルコンクリート塊落下事故が発生した。この事故を契機としてコンクリート構造物の劣化に関する社会不安が高まり、トンネル覆工コンクリートの点検および補修作業が実施された。作業を完了したとして安全宣言が出された直後の10月9日、始発前の点検作業時に北九州トンネル内で側壁コンクリートの打込部の一部がはがれて落下しているのが見つかり、再び社会問題となった。
この落下したコンクリート塊は、トンネル上部のアーチ部のコンクリートを先に打設し、側壁部のコンクリートを後から打設する場合に、アーチ部の陰になる部分にコンクリートが入り込まず充填不足になりがちなために、打ち込み口という張り出し部を設けてそこから流し込む施工法を取ったために形成された張り出し部位であった。この部位は構造上は不要な部分で、完成後は除去するのが一般的であったが、当該部分では実際には残されていた。ここに発生したひび割れに、漏水が浸透し、列車通過時の振動などの影響を繰り返し受けることによってひび割れが拡大して、最終的に剥落に至ったものと推定された。
山陽新幹線のトンネル総点検の結果、覆工コンクリートの異音部やジャンカが発見され、浮いているコンクリートを強制的に叩き落としたり鋼板などで補強したりする対策がとられた。また無作為抽出でコア抜きを行って圧縮強度を検査した結果、もっとも強度が小さいものでも要求される基準強度を上回っていたことが確認され、最終的に運輸省により安全が宣言された。

## 年表
- 1970年（昭和45年）
  - 10月：大谷工区着工[18]。
  - 12月23日：大谷工区起工式[19]。
- 1971年（昭和46年）
  - 1月：上津役工区着工[18]。
  - 4月：鞘ケ谷工区および井堀工区着工[18]。
  - 4月26日：鞘ケ谷工区起工式[19]。
  - 5月20日：上津役工区起工式[19]。
  - 9月18日：井堀工区起工式[19]。
- 1972年（昭和47年）
  - 7月8日：井堀工区ビッグジョン式シールド組み立て開始[35]。
  - 10月21日：井堀工区ビッグジョン式シールド掘削開始[35]。
- 1973年（昭和48年）
  - 3月14日：大谷工区 - 上津役工区間貫通[19]。
  - 5月28日：鞘ケ谷工区 - 大谷工区間貫通[19]。
  - 8月9日：井堀工区 - 鞘ケ谷工区間貫通[19]。
- 1974年（昭和49年）
  - 2月8日：大谷工区竣工[20]。
  - 3月31日：上津役工区竣工[20]。
  - 4月11日：井堀工区ビッグジョン式シールドが解体立坑に到達[39]。
  - 4月25日：井堀工区ビッグジョン式シールドが起点側からの迎え掘りと貫通[40]。
  - 5月25日：北九州トンネル貫通式を実施[47]。
  - 12月31日：鞘ケ谷工区竣工[20]。
- 1975年（昭和50年）
  - 3月10日：山陽新幹線岡山-博多間開通に伴い供用開始[48]。
  - 5月20日：井堀工区竣工[20]。
- 1999年（平成11年）10月9日：新幹線営業開始前の点検作業時に、北九州トンネル内においてコンクリート塊が落下しているのが発見される[50]。

### 書籍
- 日本国有鉄道下関工事局 編『山陽新幹線小瀬川・博多間工事誌』日本国有鉄道下関工事局、1976年3月31日。
- 国鉄新幹線建設局 編『山陽新幹線岡山博多間工事誌』日本鉄道施設協会、1977年3月30日。
- 南谷昌二郎『山陽新幹線』JTBパブリッシング、2005年3月1日。ISBN 4-533-05882-5。
- 髙松良晴『新幹線ネットワークはこうつくられた』交通新聞社、2017年10月16日。ISBN 978-4-330-82917-3。

### 雑誌記事・論文
- 池田和彦、大島洋志「山陽新幹線、岡山博多間の路線地質概要」『応用地質』第12巻第1号、日本応用地質学会、1971年3月、51 - 63頁、doi:10.5110/jjseg.12.51。
- 吉川恵也「ビックジョンによる市街地下の掘さく」『トンネルと地下』第3巻第12号、土木工学社、1972年12月、39 - 45頁。
- 飯塚一力・南光穂「市街地でのビッグジョンによる掘削システム」『施工技術』第8巻第8号、日刊工業新聞社、1975年8月、37 - 48頁。
- 松下博通「コンクリート構造物の初期欠陥および劣化のメカニズム」『安全工学』第39巻第4号、安全工学会、2000年8月、234 - 246頁、doi:10.18943/safety.39.4_234。